# اچ‌ام‌اس لیورپول (۱۹۰۹)
اچ‌ام‌اس لیورپول (۱۹۰۹) (به انگلیسی: HMS Liverpool (1909)) یک کشتی بود که طول آن ۴۵۳ فوت (۱۳۸ متر) بود. این کشتی در سال ۱۹۰۹ ساخته شد.